# 切普林
切普林（德語：Zschepplin，發音：[tʃɛpˈliːn]）是德国萨克森州北萨克森县的市镇，面积68.36平方千米，2023年12月31日人口为2,898人。